# ستيف ديفيس (لاعب كرة قدم أمريكية)
ستيف ديفيس (بالإنجليزية: Steve Davis)‏ هو لاعب كرة قدم أمريكية أمريكي، ولد في 19 نوفمبر 1952 في بوسير سيتي في الولايات المتحدة، وتوفي في 17 مارس 2013 في ساوث بند في الولايات المتحدة.